# Micrepeira smithae
Micrepeira smithae är en spindelart som beskrevs av Levi 1995. Micrepeira smithae ingår i släktet Micrepeira och familjen hjulspindlar.
Artens utbredningsområde är Surinam. Inga underarter finns listade i Catalogue of Life.